# ケイシャ・キャッスル＝ヒューズ
ケイシャ・キャッスル＝ヒューズ（Keisha Castle-Hughes、1990年3月24日 - ）はニュージーランドの女優。

## プロフィール
オーストラリア・西オーストラリア州にて生まれる。父親はイングランド系オーストラリア人、母親はマオリの血を引いている。ケイシャが4歳の時にニュージーランドに移住。2001年にニュージーランドの国籍を取得。3人の弟と妹がいる。
『ピアノ・レッスン』のキャスティング・ディレクターによって発掘され、2002年にニュージーランド映画『クジラの島の少女』でデビュー。同作品での演技が高く評価され、当時のアカデミー主演女優賞の史上最年少候補者となり大きな話題を集めた。
2006年10月に4歳年上のボーイフレンド（Bradley Hull）との間の子供を妊娠していると発表。2007年4月25日に長女（Felicity-Amore）を出産。

## 主な出演作品
- クジラの島の少女 Whale Rider （2002）
- スター・ウォーズ エピソード3/シスの復讐 Star Wars Episode III: Revenge of the Sith （2005）
- マリア The Nativity Story （2006）
- ウォーキング・デッド (AMC ドラマシリーズ) The Walking Dead シーズン5 (2014)
- ゲーム・オブ・スローンズ (HBOドラマシリーズ) Game of Thrones シーズン5 (2015-2017)
- アメリカン・ソルジャー Thank You for Your Service (2017)